# Alexei Sergejewitsch Uwarow
Graf Alexei Sergejewitsch Uwarow (russisch Алексей Сергеевич Уваров, wiss. Transliteration Alexej Sergeevič Uvarov; * 28. Februarjul. / 12. März 1825greg. in Sankt Petersburg; † 29. Dezember 1884jul. / 10. Januar 1885greg.) war ein russischer Archäologe.

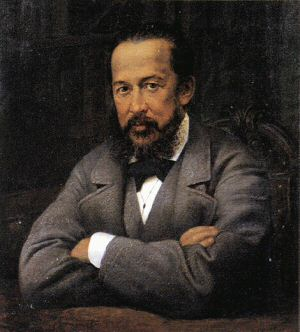
Alexei Sergejewitsch Uwarow

## Leben
Uwarow war der Sohn des Grafen Sergei Semjonowitsch Uwarow (1786–1855). Er hat sich durch die Beschreibung seiner archäologischen Reise an den Nordküsten des Schwarzen Meeres (Petersburg 1852) einen Namen und als Begründer des seit 1868 alle drei Jahre regelmäßig wiederkehrenden archäologischen Kongresses um die prähistorische Archäologie große Verdienste erworben. Zum Andenken an seinen Vater, der von 1818 bis zu seinem Tod Akademiepräsident war, stiftete er 1856 den Uwarow-Preis (3000 Rubel), der jährlich von der Akademie der Wissenschaften zu Sankt Petersburg am 7. Oktober für Werke zur russischen Geschichte verliehen wird.
Seit 1856 war Alexei Uwarow korrespondierendes und seit 1857 Ehrenmitglied der Petersburger Akademie.
Am 14. Januar 1858 heiratete er die fünfzehn Jahre jüngere Praskowja Sergejewna Uwarowa (1840–1924).
Uwarow begründete 1864 die Kaiserlichen Moskauer Archäologischen Gesellschaft und wurde deren Vorsitzender. Nach seinem Tode im Januar 1885 übernahm seine Witwe im Mai 1885 den Vorsitz und behielt ihn bis zur Oktoberrevolution 1917. Er gehörte zu den Initiatoren der Gründung des Historischen Museums in Moskau. Uwarow war korrespondierendes Mitglied der Berliner Gesellschaft für Anthropologie, Ethnologie und Urgeschichte.